# Indiana Jones (filmski serijal)
Indiana Jones je filmski serijal koji sadrži četiri pustolovno-akcijska filma u produkciji kompanije Paramount Pictures. Prvi u nizu je Otimači izgubljenog kovčega (1981.), nakon kojeg slijede nastavci Indiana Jones i ukleti hram (1984.), Indiana Jones i posljednji križarski pohod (1989.) te posljednji, Indiana Jones i kraljevstvo kristalne lubanje (2008.).
Scenarij za serijal osmislio je George Lucas, redatelj je Steven Spielberg, a glavnu ulogu neustrašivog arheologa i pustolova tumači Harrison Ford.

## Filmovi
| #  | Naziv                                         | Godina |
| -- | --------------------------------------------- | ------ |
| 1. | Otimači izgubljenog kovčega                   | 1981.  |
| 2. | Indiana Jones i ukleti hram                   | 1984.  |
| 3. | Indiana Jones i posljednji križarski pohod    | 1989.  |
| 4. | Indiana Jones i kraljevstvo kristalne lubanje | 2008.  |
| 5. | Indiana Jones i artefakt sudbine              | 2023.  |

## Televizijske serije

### Mladi Indiana Jones
| Sezona     | Epizoda | Izvorno emitirano                      | Hrvatsko emitiranje                  |
| ---------- | ------- | -------------------------------------- | ------------------------------------ |
| 1          | 6       | 4. ožujka 1992. – 8. travnja 1992.     | 9. svibnja 2021. – 14. svibnja 2021. |
| 2          | 22      | 21. rujna 1992. – 24. srpnja 1993.     | 15. svibnja 2021. – 5. lipnja 2021.  |
| TV Filmovi | 4       | 15. listopada 1994. – 16. lipnja 1996. | 6. lipnja 2021. – 9. lipnja 2021.    |

### Nadolazeća
U studenom 2022. objavljeno je da Lucasfilm razvija seriju Indiana Jones za Disney+. Trenutno se traže pisci za seriju.

## Vanjske poveznice
- Službena stranica